# オイラー積分
数学において、オイラー積分（オイラーせきぶん, 英: Euler integral, Eulerian integral）とは、数学者オイラー、ルジャンドルによって研究された積分。第一種オイラー積分と第二種オイラー積分の2つが存在し、それぞれがベータ関数とガンマ関数に相当する。 オイラー積分の名はルジャンドルによって与えられた。

## 概要
第一種オイラー積分（Euler integral of the first kind）はベータ関数とも呼ばれ、{\displaystyle \Re (x)>0}, {\displaystyle \Re (y)>0}を満たす{\displaystyle x}, {\displaystyle y}に対して、
{\displaystyle \mathrm {B} (x,y)=\int _{0}^{1}t^{x-1}(1-t)^{y-1}\,dt={\frac {\Gamma (x)\Gamma (y)}{\Gamma (x+y)}}}
で定義される。
第二種オイラー積分（Euler integral of the second kind）はガンマ関数とも呼ばれ、{\displaystyle \Re (z)>0}を満たす{\displaystyle z}に対して、
{\displaystyle \Gamma (z)=\int _{0}^{\infty }t^{z-1}\,e^{-t}\,dt}
で定義される。
オイラー積分の性質として、正の整数{\displaystyle l}, {\displaystyle m}, {\displaystyle n}に対して、
{\displaystyle \mathrm {B} (l,m)={(l-1)!(m-1)! \over (l+m-1)!}={l+m \over lm{l+m \choose l}}}
{\displaystyle \Gamma (n)=(n-1)!\,}
という表示もある。